# دوغلاس فونسيكا
دوغلاس فونسيكا هو مبارز بالسيف برازيلي، ولد في 28 سبتمبر 1953.

## وصلات خارجية
- دوغلاس فونسيكا على موقع أوليمبيديا (الإنجليزية)